# 15. šahovska olimpijada
15. šahovska olimpijada je potekala med 15. septembrom in 10. oktobrom 1962 v Varni (Bolgarija).
Sovjetska zveza je osvojila prvo mesto, SFRJ drugo in Argentina tretje.

## Pregled
Sodelovalo je 220 šahistov (med njimi 31 velemojstrov in 37 mednarodnih mojstrov) v 38 reprezentancah; odigrali so 1.444 od načrtovanih 1.452 partij (8 partij je bilo v naprej določenih). Glavni sodnik je bil mednarodni šahovski mojster Salomon Flohr (Sovjetska zveza). Partije so bile razdeljene med 4 preskupine in 3 finalne skupine. Igralci so imeli 2,5 h za prvih 40 potez, nato pa 1 h za naslednjih 16.

## Udeleženci
1. Albanija (Mendim Veizaj, ...)
2. Anglija (Jonathan Penrose, Robert Graham Wade, ...)
3. Argentina (Miguel Najdorf, Raúl Sanguineti, ...)
4. Avstrija (Karl Robatsch, Anton Kinzel, Andreas Dückstein, ...)
5. Belgija (Alberic O'Kelly de Galway, ...)
6. Češkoslovaška (Luděk Pachma, Vlastimil Hort, ...)
7. Danska (Bjørn Brinck-Claussen, Jan Donner, Haije Kramer, ...)
8. Francija (Georges Noradounghian, ...)
9. Grčija (Christos Papapostolou, Milton Ioannidis, ...)
10. Indija (Manuel Aaron, ...)
11. Islandija (Friðrik Ólafsson, ...)
12. Jugoslavija (Borislav Ivkov, Svetozar Gligorić, Petar Trifunović, ...)
13. Madžarska (István Bilek, Levente Lengyel, Lajos Portisch, László Szabó, Gedeon Barcza, ...)
14. Nemčija (Wolfgang Unzicker, Klaus Darga, Dieter Mohrlok, Hans Hecht, ...)
15. Nemška demokratična republika (Wolfgang Uhlmann, ...)
16. Poljska (Włodzimierz Schmidt, Witold Balcerowski, ...)
17. Romunija (Bela Soós, ...)
18. Turčija (Akakinci, ...)
19. Sovjetska zveza (Tigran Petrosian, Boris Spaski, Paul Keres, Efim Geller, Mihail Talj, Mihail Botvinik, ...)
20. Španija (Jesús Díez del Corral, ...)
21. ZDA (Pal Benko, Donald Byrne, Robert James Fischer, Lawrence Melvyn Evans, ...)

## Zanimivosti
- Milton Ioannidis (Grčija) je dosegel najslabši rezultat v zgodovini olimpijad (+0=0-20).